# Una scatola al giorno
Una scatola al giorno è stato un game show in onda, dal lunedì al venerdì, su Rai 2 dall'11 ottobre al 19 novembre 2022.

## Il programma
Il programma prevede come concorrenti personalità VIP. Altra particolarità è che lo stesso conduttore è un concorrente. Il gioco consiste nell'indovinare un enigma, partendo da una scatola parlante posta al centro dello studio, scatola che proietta inoltre scritte e immagini. Ad aiutare i concorrenti nella risoluzione dell'enigma c'è un "comitato scientifico" composta dai comici Francesca Manzini e Marco Marzocca. Quest'ultimi due forniscono una serie di indizi attraverso contributi di vario genere.
Il format, che ha debuttato col 2,3% di share e 436.000 spettatori, non è stato particolarmente apprezzato dal pubblico, mantenendo sempre uno share compreso tra l'1,5% ed il 2%. L'ultima puntata è andata in onda il 19 novembre 2022 registrando l'1,8% di share e 329.000 spettatori.

## Edizioni
| Edizione | Anno | Conduzione      | Periodo         | Periodo          | Puntate | Studio                                                  |
| Edizione | Anno | Conduzione      | Inizio          | Fine             | Puntate | Studio                                                  |
| -------- | ---- | --------------- | --------------- | ---------------- | ------- | ------------------------------------------------------- |
| 1ª       | 2022 | Paolo Conticini | 11 ottobre 2022 | 19 novembre 2022 | 28      | Studio 4 degli Studi televisivi Fabrizio Frizzi in Roma |

## Puntate
| Nº | Data             | Ospiti                 |
| -- | ---------------- | ---------------------- |
| 1  | 11 ottobre 2022  | Alba Parietti          |
| 2  | 12 ottobre 2022  | Mariolina Cannuli      |
| 3  | 13 ottobre 2022  | Massimiliano Rosolino  |
| 4  | 14 ottobre 2022  | Carmen Russo           |
| 5  | 17 ottobre 2022  | Eleonora Giorgi        |
| 6  | 18 ottobre 2022  | Pino Strabioli         |
| 7  | 19 ottobre 2022  | Vladimir Luxuria       |
| 8  | 21 ottobre 2022  | Sandra Milo            |
| 9  | 24 ottobre 2022  | Laura Freddi           |
| 10 | 25 ottobre 2022  | Rossella Erra          |
| 11 | 27 ottobre 2022  | Mietta                 |
| 12 | 28 ottobre 2022  | Sergio Múñiz           |
| 13 | 31 ottobre 2022  | Luca Ward              |
| 14 | 1º novembre 2022 | Enrica Bonaccorti      |
| 15 | 2 novembre 2022  | Patrizio Rispo         |
| 16 | 3 novembre 2022  | Mal                    |
| 17 | 4 novembre 2022  | Simon and the Stars    |
| 18 | 7 novembre 2022  | Paola Saluzzi          |
| 19 | 8 novembre 2022  | Tosca D'Aquino         |
| 20 | 9 novembre 2022  | Rosanna Vaudetti       |
| 21 | 10 novembre 2022 | Shel Shapiro           |
| 22 | 11 novembre 2022 | Elisa Di Francisca     |
| 23 | 14 novembre 2022 | Claudio Lippi, Audio 2 |
| 24 | 15 novembre 2022 | Gabriella Farinon      |
| 25 | 16 novembre 2022 | Roberto Ciufoli        |
| 26 | 17 novembre 2022 | Enzo Paolo Turchi      |
| 27 | 18 novembre 2022 | Andrea Roncato         |
| 28 | 19 novembre 2022 | Stefano Masciarelli    |